# Karl Wilhelm Diefenbach
Karl Wilhelm Diefenbach (21. února 1851, Hadamar, Hesensko – 15. prosince 1913, Capri, Itálie) byl německý symbolistický malíř a předchůdce sociálního reformního hnutí (Lebensreform).

## Život
Karl Wilhelm Diefenbach byl synem malíře a učitele kreslení Leonharda Diefenbacha. Byl velmi nadaným kreslířem, již od 13 let zastupoval svého otce jako učitel a v 17 letech dostal nabídku převzít učitelské místo na škole v Hadamaru. Nabídku odmítl a od roku 1870 pracoval jako projektant železniční společnosti, a pak ve fotografických salonech ve Frankfurtu a Koblenzi. V 19 letech se vrátil domů a opravoval akvarely svého otce určené k prodeji, kreslil a maloval, mimo jiné církevní obrazy v gotickém stylu. Roku 1872 dostal práci u mnichovského dvorního fotografa Josefa Alberta, získal řadu významných společenských kontaktů a udělal přijímací zkoušky na Akademii, kde uznali jeho talent a odpustili mu školné. Získal také finanční podporu ministerstva a vévody z Nassau. Během studia pracoval jako retušér v mnichovské fotografické a litografické dílně Franze Hanfstaengla a již 21 letech byl úspěšným malířem a prodával svá díla. Byl inspirován Arnoldem Böcklinem a Franz von Stuckem.
Roku 1873 onemocněl tyfem a po operaci vředů v podpaží mu částečně ochrnula pravá ruka. Pod vlivem lékaře a zastánce přírodní léčby, Arnolda Rikliho, a propagátora vegetariánství, teologa Eduarda Baltzera, uvěřil že se uzdraví vegetariánskou stravou a změnou životního stylu. Po zotavení se vrátil aby dokončil studia v Mnichově, ale školu brzy opustil a v letech 1874-76 vydělával nejprve jako ilustrátor dětských knih a kopista obrazů, později se stal uznávaným tvůrcem portrétů. Roku 1882 dostal zakázku na portrét Richarda Wagnera určenou pro bavorského krále Ludvíka II.
Jeho příklon k alternativnímu životnímu stylu se odehrál postupně. Roku 1875 zemřeli oba rodiče a Karl žil nějaký čas se svou mladší sestrou Elisabeth, se kterou si nerozuměl a postupně se odklonil od církve i společnosti. Podle Heckera mohla být příčinou změny jeho duševního stavu syfilis, kterou lékaři léčili rtutí.
Oženil se se sestrou, která se o něj starala během nemoci, a ve svatební den 10. února 1882 se odešel modlit při západu slunce na horu Hohenpeißenberg, kde zažil zjevení, které změnilo jeho život.

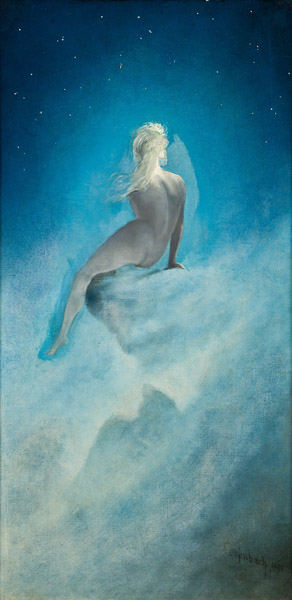
Karl Wilhelm Diefenbach, Frage an die Sterne 1898

V osobním manifestu "Sonnen-Aufgang" pak Diefenbach popisuje "základní zlo" své doby: chamtivost, zaslepenost kněží, lékařskou praxi, spěch. Domníval se, že lidstvo ničí sebe i zemi, odmítl Boha a požadoval návrat zpět k "Božské matce přírodě". Oblékl si roucho a sandály a stal se apoštolem reforem, které zahrnovaly život v harmonii s přírodou, odklon od jakéhokoli náboženství, pacifismus, nudismus, vegetariánství a odmítnutí monogamie. Své teze představil nejprve v Mnichově, kde vystupoval nahý a byl dvakrát vězněn a pokutován. Policie jeho shromáždění zakázala a přiměla ho, aby se přestěhoval se do opuštěného domku v lomu u Höllriegelskreuth (vídeňský okrsek Ober Sankt Veit). Diefenbach se stal prvním německým umělcem - prorokem.
Dieffenbach byl nejpozději od roku 1881 obeznámen s panteistickou filosofií teologa, zastánce vegetariánství a prvního prezidenta otevřených náboženských komunit Eduarda Baltzera a také s filozofií zakladatele německého hnutí volnomyšlenkářů Carl Scholla. Jeho prvním žákem a následovníkem se stal mladý malíř Hugo Höppener, kterému dal jméno Fidus. V roce jejich společné práce vznikl rozměrný vlys "Per aspera ad astra". Fidus publikoval kresby v časopisu Die Schönheit, který se stal ikonou hnutí naturistů. Roku 1889 byl Diefenbach pozván do Monaka a uspořádal zde výstavu, která sklidila nadšené kritiky. Koncem roku se ale jeho manželka, utrápená životem v Höllriegelskreuth, pokusila ho otrávit a odešla od něj s dětmi. Malíř pak s pomocí kruhu přátel, k nimž patřili pacifistka Bertha von Suttner a publicista Michael Georg Conrad odešel do Walfrathausen poblíž Dorfen, kde v prázdné vile založil komunu nazvanou "Humanitas - dílna pro víru, umění a vědu"

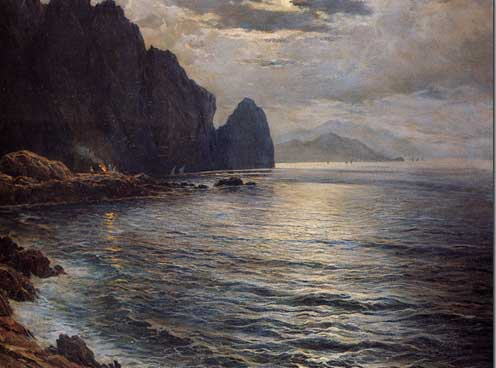
Karl Wilhelm Diefenbach - Il Tramonto

V ní se postupně vystřídalo asi 24 osob, včetně Gusto Gräsera. Později byla modelem pro Gräserovo sídlo Monte Verità u Ascony. V komuně žil několik měsíců i František Kupka, jeho přítel a propagátor Egona Schieleho, kritik umění Arthur Roessler nebo německý spisovatel a bojovník za práva zvířat Magnus Schwantje.
V roce 1892 uspořádal Diefenbach velkou výstavu svých obrazů ve Vídni, která mu zajistila slávu, pochvalné kritiky a vysokou návštěvu, a také pozvání ke dvoru císaře Františka Josefa. Pro neshody s vedením rakouského Kunstvereinu o své obrazy přišel. Roku 1895 odcestoval k Lago di Garda a odtud do Egypta, kde kreslil chrámy a egyptské památky. Roku 1897 se vrátil do Vídně, aby získal zpět své obrazy a v následujícím roce (1898) uspořádal výstavu v Monaku. Ve Vídni se Diefenbach seznámil s Jörgem Lanzem von Liebenfels, ředitelem časopisu "Ostara" a stal se jedním ze služebníků Řádu Nových templářů.
Po čase byl vystaven útokům tisku a pronásledování ze strany úřadů a roku 1899 se rozhodl vrátit do Egypta. Bez finančních prostředků uvázl v opuštěné pevnosti v Terstu, kde vytvořil 70metrový vlys pro transoceánský parník Franz Ferdinand Este. Nakonec roku 1900 definitivně přesídlil na Capri. Zde roku 1913 zemřel ve věku 62 let.
Jednou z příčin nezdaru Dieffenbachova společenství byl jeho vztah k ženám a odmítání monogamie. Žil celkem třikrát v bigamii a působil tak četná vnitřní napětí. K ostatním členům se ale choval autoritářsky. Komuna se nakonec rozpadla a skončila v dluzích.
Malíř v Německu upadl v zapomnění a obrazy ponechané v jeho ateliéru na Capri byly až roku 1931 přemístěny do Certosa di San Giacomo di Capri, kde byly v následujících letech poškozeny a zčásti rozkradeny. Od roku 1960 se o jeho pozůstalost staral vnuk Fridolin von Spaun (1901–2004) a inicioval vznik Diefenbachových muzeí v Hadamaru a na Capri (1974) nebo výstavu díla v Mnichově (2009–2010).

### Známá díla
- Per aspera ad astra (Vídeň 1893). 68 m dlouhý vlys, od roku 1988 v Městském muzeu v Diefenbachově rodišti Hadamaru (Hadamar Schloss)

### Výstavy (výběr)
- 1889 Kunstgewerbehall, Monako
- 1891 Galerie Löwengrube, Monako
- 1891 Österreichische Kunstverein, Vídeň
- 2003 Galerie Konrad Bayer, Mnichov
- 2009/2010 Villa Stuck, Mohr-Villa Freimann, Mnichov
- 2011 Villa Hermes, Vídeň